# Abraxas trigonomorpha
Abraxas trigonomorpha är en fjärilsart som beskrevs av Inoue 1987. Abraxas trigonomorpha ingår i släktet Abraxas och familjen mätare. Inga underarter finns listade i Catalogue of Life.